# Per-Inge Tällberg
Per-Inge Tällberg, född 14 juni 1967 i Bollnäs i Gävleborgs län, är en svensk tidigare backhoppare som tävlade 1986–1993. Han representerade Bollnäs GIF (Bollnäs Gymnastik och Idrottsförening).

## Karriär
Per-Inge Tällberg blev svensk mästare i stora backen 1985. Han debuterade i världscupen i backhoppning under öppningstävlingen i tysk-österrikiska backhopparveckan säsongen 1985/1986 (backhopparveckan ingår i världscupen) i Schattenbergbacken i Oberstdorf i dåvarande Västtyskland 30 december 1985. Han blev nummer tio i sin första världscuptävling. Tällberg var bland de tio bästa i en deltävling i världscupen första gången i Meldal i Norge 18 mars 1988. I världscuptävlingen i skidflygningsbacken Kulm i Bad Mitterndorf i Österrike blev Tällberg nummer tre, efter Stephan Zünd från Schweiz och Ari-Pekka Nikkola från Finland. pallplatsen i Kulm blev han bästa placering i en deltävling i världscupen. Som bäst blev han nummer 33 sammanlagt säsongen 1990/1991. Bästa placeringen i backhopparveckan kom säsongen 1989/1990 då han blev nummer 52 totalt.
I Skid-VM 1987 i Oberstdorf tävlade Tällberg i de individuella grenarna. Han blev nummer 46 i normalbacken och nummer 63 av 66 backhoppare i stora backen. Under Skid-VM 1991 i Val di Fiemme i Italien blev Tällberg nummer 28 i normalbacken och nummer 14 i stora backen, hans bästa placering individuellt i VM-sammanhang. I VM 1993 på hemmaplan i Falun blev han nummer 41 i normalbacken och nummer 19 i stora backen.
Per-Inge Tällberg ingick i det svenska lag  (Per-Inge Tällberg, Anders Daun, Jan Boklöv och Staffan Tällberg) som slutade på sjunde plats i backhoppningens lagtävling i stor backe vid olympiska vinterspelen 1988 i Calgary i Kanada. Han tävlade även i de individuella tävlingarna under OS 1988. Han blev nummer 36 i normalbacken och slutade på en delad 22:a plats i stora backen. Han slutade på 50:e i den individuella tävlingen i stor backe i Albertville i Frankrike vid olympiska vinterspelen 1992.
Tällberg slutade på elfte plats 1990 vid skidflygnings-VM 1990 i Vikersund i Norge. Tävlingen vanns av Dieter Thoma från Tyskland. Tällberg var 23,4 poäng från en plats på prispallen. Tällberg deltog även i skidflygnings-VM 1992 i Harrachov i Tjeckien. Där slutade han på en 29:e plats. Noriaki Kasai från Japan vann tävlingen.
Per-Inge Tällberg avslutade backhoppskarriären 1993.

## Övrigt
Per-Inge Tällberg är äldre bror till Staffan Tällberg.